# Аллен, Гарет
Гарет Аллен (англ. Gareth Allen; род. 1988) — бывший валлийский профессиональный игрок в снукер.

## Биография и карьера
Родился 9 сентября 1988 года в местечке Mynydd Isa графства Флинтшир.
Начал играть в снукер в возрасте трех лет, впоследствии присоединился к местному снукерному клубу и играл за полноразмерным столом в двенадцать лет. За свою долгую любительскую карьеру Аллен дебютировал за сборную Уэльса в возрасте восемнадцати лет, где он достиг этапа last 16 финала Чемпионата мира по снукеру среди любителей. Упустил возможность попасть в профессиональный тур в 2013 году, проиграв в финале Робину Халлу на Чемпионате Европы по снукеру.
Был постоянным участником турниров Players Tour Championship, где побеждал таких профессионалов, как Курт Мэфлин, Альфи Бёрден, Эндрю Норман, Джоэл Уокер и Найджел Бонд. Также являлся постоянным участником в конце сезона Q School с момента её появления, а в 2012 году проиграл в четвертьфинальном матче Полу Дэвисону — победа принесла бы Аллену возможность участия в Мэйн-туре. Тем не менее он участвовал в нескольких рейтинговых турнирах в течение сезона 2012/13, самым ярким моментом которых стала победа над Рори Маклаудом 4:2 в квалификации на своем домашнем турнире Welsh Open 2013. В следующем матче против Джона Хиггинса Гарет Аллен проиграл 1:4.
В 2015 году Аллен добился успеха в Q School и заработал путевку в Мэйн-тур на сезоны 2015/16 и 2016/17. Принимал участие во многих турнирах турах. Выбыл из Мэйн-тура в конце двухгодичного сезона, заняв 110-е место в мировом рейтинге. После вылета из тура объявил о своем уходе из снукера и начал заниматься тренерской деятельностью, получив соответствующую квалификацию через WPBSA.